# إدوارد غودوين بيرنهام
إدوارد غودوين بيرنهام هو سياسي أمريكي، (و. 1827 – 1908 م). انتخب عضو مجلس ولاية كونيتيكت ‏.